# 茅ヶ崎市立浜之郷小学校
茅ヶ崎市立浜之郷小学校（ちがさきしりつ はまのごうしょうがっこう）は、神奈川県茅ヶ崎市にある公立小学校。

## 沿革
（沿革節の主要な出典は公式サイト）

### 経緯
茅ヶ崎市立鶴嶺小学校と茅ヶ崎市立今宿小学校のそれぞれ一部の学区を分離するかたちで創立。

### 年表
- 1998年（平成10年）
  - 4月1日 - 鶴嶺小学校と今宿小学校のそれぞれ一部学区を分離して、開校。
  - 4月6日 - 第1回始業式と入学式挙行。
  - 4月17日 - 「開校式・開校を祝う会」開催。
  - 10月1日 - 校章制定。
- 1999年（平成11年）
  - 1月12日 - 校旗授与式と校歌発表会を行った。
  - 1月18日 - 開校記念日制定。『「開校式・開校を祝う会」を行った日』を開校記念日を定める。
- 2000年（平成12年）3月7日 - 給食場竣工。
- 2002年（平成14年）10月26日 - 開校5周年記念行事「郷小まつり」を開催し、「タイムカプセル」を校地に埋める。

## 学校教育目標
出典
「支えあう・聴きあう・学びあう」

## 学区
出典
- 浜之郷
  - 1番地 - 343番地
- 西久保
  - 2番地 - 1271番地
  - 1422番地
  - 1438番地以降
- 円蔵
  - （県道丸子中山茅ヶ崎線及び梅田通り以西の地域）
    - 2459番地
    - 2610番地
    - 2611番地
    - 2613番地
    - 2620番地
- 萩園
  - 1270番地の一部
  - 1720番地 - 1757番地
  - 1907番地の一部
  - 1908番地の一部
  - 1909番地の一部
  - 1911番地の一部
  - 2025番地 - 2422番地
  - 2424番地 - 2761番地
  - 3028番地
  - 3056番地
  - 3130番地 - 3170番地

## 主な進学先
出典
- 茅ヶ崎市立鶴嶺中学校
- 茅ヶ崎市立萩園中学校

## 周辺
- 新湘南バイパス - 但し、学校周辺にインターチェンジは無く、茅ヶ崎中央ICか茅ヶ崎西ICを利用する。
- 鶴嶺東コミュニティセンター
- 社会福祉法人西久保福祉会西久保保育園 - 進学前保育園のひとつ
- 神奈川県立茅ヶ崎養護学校
- 湘南東部総合病院

## 交通
- JR茅ケ崎駅北口より、「円蔵」バス停下車徒歩15分[4]

- JR茅ケ崎駅又は北茅ケ崎駅[5]から、茅ヶ崎市コミュニティバスえぼし号鶴嶺循環市立病院線「鶴嶺北コース」で、「浜之郷小学校・コミュニティセンター前」バス停下車。

## 主な卒業生
- 大鹿礼生 - ミュージカル俳優、元子役